# Parâmetros de Lamé
Na elasticidade linear, os parâmetros de Lamé são os dois parâmetros
- {\displaystyle ~\lambda }, também denominado primeiro parâmetro de Lamé,
- {\displaystyle ~\mu >~0}, o módulo de cisalhamento ou segundo parâmetro de Lamé,

que, em materiais homogêneos e isotrópicos, satisfazem a lei de Hooke tridimensional,
{\displaystyle \sigma =2\mu \varepsilon +\lambda \;\mathrm {tr} (\varepsilon )I}
sendo σ o tensor tensão, ε o tensor deformação, {\displaystyle \scriptstyle I} a matriz identidade e {\displaystyle \scriptstyle \mathrm {tr} (\cdot )} a função traço.
O primeiro parâmetro {\displaystyle ~\lambda } é relacionado com o módulo de compressibilidade e o módulo de cisalhamento {\displaystyle K=\lambda +(2/3)G}, sendo usado para simplificar a matriz de rigidez na lei de Hooke. Embora o módulo de cisalhamento, {\displaystyle ~\mu }, deva ser positivo, o primeiro parâmetro de Lamé, {\displaystyle ~\lambda }, pode ser negativo, em princípio; contudo, para a maioria dos materiais é também positivo. Os dois parâmetros juntos constituem uma parametrização do módulo elástico para meios homogêneos isotrópicos, popular na literatura matemática, sendo assim relacionados a outros módulos elásticos.
Os parâmetros foram definidos por Gabriel Lamé.